# Lancia Stratos
El Lancia Stratos HF, més conegut com a Lancia Stratos, és un automòbil esportiu i de curses, específicament de ral·li, de motor central-traser i tracció trasera, produït per la marca italiana Lancia, del qual solament es van fabricar 492 unitats.
Va triomfar als ral·lis de la dècada de 1970 i 1980 i va ser especialment dissenyat per aquesta competició. Va guanyar el Campionat Mundial de Ral·lis de 1974, 1975 i 1976, que aleshores tan sols tenia la competició per constructors, així com la primera edició del Campionat Mundial de Ral·lis per pilots, l'any 1977, a les mans de Sandro Munari.